# Janolus rebeccae
Janolus rebeccae is een slakkensoort uit de familie van de Janolidae. De wetenschappelijke naam van de soort werd in 1996 gepubliceerd door Schrödl.